# Seznam medailistů na mistrovství světa v běhu na 110 m překážek muži a 100 m překážek ženy
Běh na 110 (resp. 100) metrů překážek patří do programu mistrovství světa od prvního ročníku v roce 1983. K vítězům patří (zejména mezi muži) reprezentanti USA.

## Rekordmani mistrovství světa v atletice

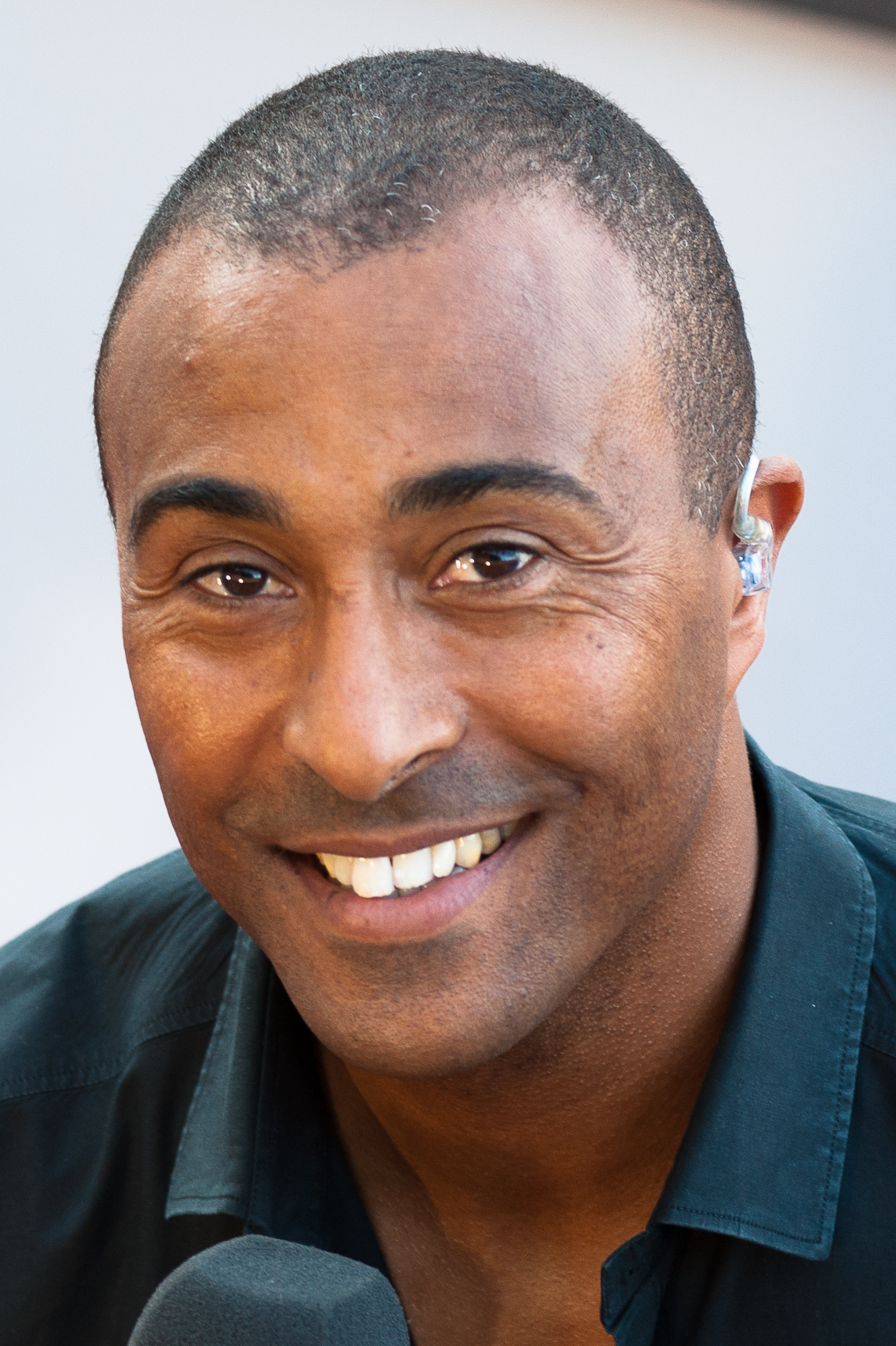
Muži –  Colin Jackson
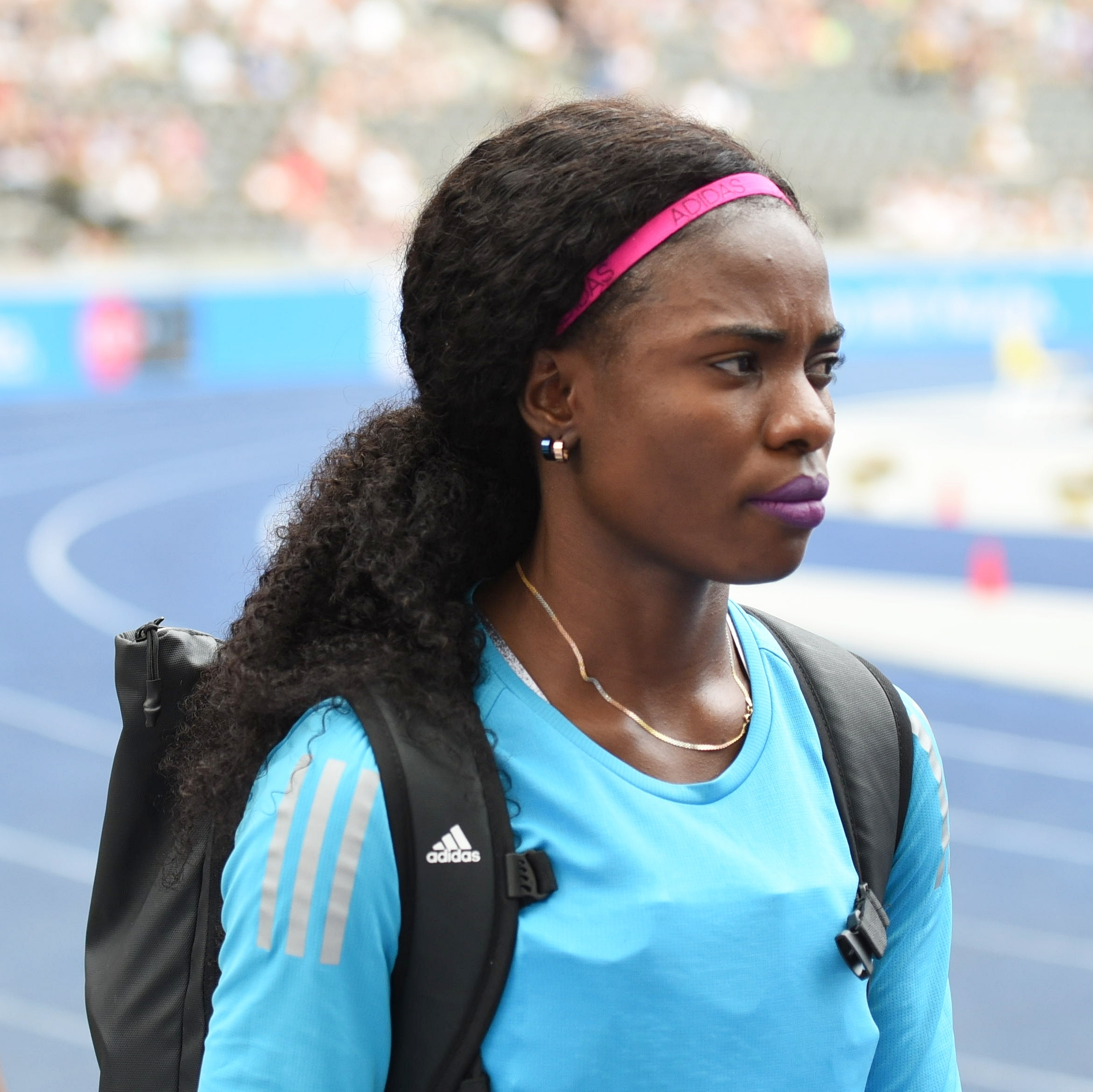
Ženy –  Tobi Amusanová

### Muži
| Rok     | Místo     | Zlato            | Výkon vítěze | Stříbro           | Bronz                   |
| ------- | --------- | ---------------- | ------------ | ----------------- | ----------------------- |
| MS 1983 | Helsinky  | Greg Foster      | 13,42        | Arto Bryggare     | Willie Gault            |
| MS 1987 | Řím       | Greg Foster      | 13,21        | Jon Ridgeon       | Colin Jackson           |
| MS 1991 | Tokio     | Greg Foster      | 13,06        | Jack Pierce       | Tony Jarrett            |
| MS 1993 | Stuttgart | Colin Jackson    | 12,91 – RMS  | Tony Jarrett      | Jack Pierce             |
| MS 1995 | Göteborg  | Allen Johnson    | 13,00        | Tony Jarrett      | Roger Kingdom           |
| MS 1997 | Athény    | Allen Johnson    | 12,93        | Colin Jackson     | Igor Kováč              |
| MS 1999 | Sevilla   | Colin Jackson    | 13,04        | Anier García      | Duane Ross              |
| MS 2001 | Edmonton  | Allen Johnson    | 13,04        | Anier García      | Dudley Dorival          |
| MS 2003 | Paříž     | Allen Johnson    | 13,12        | Terrence Trammell | Liou Siang              |
| MS 2005 | Helsinky  | Ladji Doucouré   | 13,07        | Liou Siang        | Allen Johnson           |
| MS 2007 | Ósaka     | Liou Siang       | 12,95        | Terrence Trammell | David Payne             |
| MS 2009 | Berlín    | Ryan Brathwaite  | 13,14        | Terrence Trammell | David Payne             |
| MS 2011 | Tegu      | Jason Richardson | 13,16        | Liou Siang        | Andy Turner             |
| MS 2013 | Moskva    | David Oliver     | 13,00        | Ryan Wilson       | Sergej Šubenkov         |
| MS 2015 | Peking    | Sergej Šubenkov  | 12,98        | Hansle Parchment  | Aries Merritt           |
| MS 2017 | Londýn    | Omar McLeod      | 13,04        | Sergej Šubenkov   | Balázs Baji             |
| MS 2019 | Dauhá     | Grant Holloway   | 13,10        | Sergej Šubenkov   | Pascal Martinot-Lagarde |
| MS 2022 | Eugene    | Grant Holloway   | 13,04        | Trey Cunningham   | Asier Martínez          |
| MS 2023 | Budapešť  | Grant Holloway   | 12,96        | Hansle Parchment  | Daniel Roberts          |

## 100 m překážek

### Ženy
| Rok     | Místo     | Zlato                        | Výkon vítěze | Stříbro                      | Bronz                        |
| ------- | --------- | ---------------------------- | ------------ | ---------------------------- | ---------------------------- |
| MS 1983 | Helsinky  | Bettine Jahnová              | 12,35        | Kerstin Knabeová             | Ginka Zagorčevová            |
| MS 1987 | Řím       | Ginka Zagorčevová            | 12,34        | Gloria Uibelová              | Cornelia Oschkenatová        |
| MS 1991 | Tokio     | Ludmila Narožilenková        | 12,59        | Gail Deversová               | Natalja Grigorjevová         |
| MS 1993 | Stuttgart | Gail Deversová               | 12,46        | Marina Asjabina              | Lynda Tolbertová             |
| MS 1995 | Göteborg  | Gail Deversová               | 12,68        | Olga Šišiginová              | Julia Graudynová             |
| MS 1997 | Athény    | Ludmila Engquistová          | 12,50        | Svetla Dimitrovová           | Michelle Freemanová          |
| MS 1999 | Sevilla   | Gail Deversová               | 12,37        | Glory Alozieová              | Ludmila Engquistová          |
| MS 2001 | Edmonton  | Anjanette Kirklandová        | 12,42        | Gail Deversová               | Olga Šišiginová              |
| MS 2003 | Paříž     | Perdita Felicienová          | 12,53        | Brigitte Fosterová-Hyltonová | Miesha McKelvyová            |
| MS 2005 | Helsinky  | Michelle Perryová            | 12,66        | Delloreen Ennisová-Londonová | Brigitte Fosterová-Hyltonová |
| MS 2007 | Ósaka     | Michelle Perryová            | 12,46        | Perdita Felicienová          | Delloreen Ennisová-Londonová |
| MS 2009 | Berlín    | Brigitte Fosterová-Hyltonová | 12,51        | Priscilla Schliepová         | Delloreen Ennisová-Londonová |
| MS 2011 | Tegu      | Sally Pearsonová             | 12,28        | Danielle Carruthersová       | Dawn Harperová               |
| MS 2013 | Moskva    | Brianna Rollinsová           | 12,44        | Sally Pearsonová             | Tiffany Porterová            |
| MS 2015 | Peking    | Danielle Williamsová         | 12,57        | Cindy Rolederová             | Alina Talajová               |
| MS 2017 | Londýn    | Sally Pearsonová             | 12,59        | Dawn Harperová               | Pamela Dutkiewiczová         |
| MS 2019 | Dauhá     | Nia Aliová                   | 12,34        | Kendra Harrisonová           | Danielle Williamsová         |
| MS 2022 | Eugene    | Tobi Amusanová               | 12,12 – RMS  | Britany Andersonová          | Jasmine Camacho-Quinnová     |
| MS 2023 | Budapešť  | Danielle Williamsová         | 12,43        | Jasmine Camacho-Quinnová     | Kendra Harrisonová           |